# Loisia
Loisia é uma comuna francesa na região administrativa de Borgonha-Franco-Condado, no departamento de Jura. Estende-se por uma área de 11,58 km². Em 2010 a comuna tinha 168 habitantes (densidade: 14,5 hab./km²).